# Maxilla
maxilla（マキシラ）は、株式会社Helixesの映像事業部、東京を拠点とする日本のクリエイティブエージェンシー/ビジュアルプロダクションである。

## 概要
友人のミュージックビデオ制作・撮影を行っていた志村龍之介と、音楽雑誌の制作をしていた八木光平（当時大学生）が出会い、仲間同士のコミュニティーとして2009年スタート。
2010年1月、株式会社Helixes（ヘリクシーズ）を設立。2012年、ONE OK ROCK「The Beginning」のミュージックビデオが賞をとったことで仕事の規模が大きくなり、ウェブサービスやアプリケーションの開発などを手がける「Roppyaku」や、アパレルブランドの「名 [NA]」などを事業部として抱える。
TVCM監督・制作や、ミュージックビデオの監督・制作のほか、アートワークデザイン・舞台演出・インスタレーション制作・企業ブランドPV・アニメのオープニングムービーまで幅広く手がけている。

## メンバー
- 志村龍之介（CEO兼ディレクター）
- 松野貴仁（ボーカル、Before My Life Fails）
- 八木光平
- 鈴木聖也（プロデューサー兼サウンドディレクター、クリエイティブドライバー *プロボックスに限る）
- 山口悠野（クリエイティブドライバー、GIF界の彗星）

ほか約20名

## 主な監督・参加作品

### ミュージックビデオ
- a crowd of rebellion「The Crow」[4]「M1917」「Ill」「Alone//Dite」
- あさぎーにょ「キミのことが好きで好きで好きで」[5]
- VAMPS「AHEAD」
- WONK「Midnight Cruise」[6]「FLOWERS」
- Aimer「誰か、海を。」[7]
- ORANGE RANGE「オボロナアゲハ」
- kamomekamome「手を振る人」「In store Live at diskunion」
- 亀と山P「Amor」
- GALNERYUS「FUTURE NEVER DIES」
- 感傷ベクトル「ストロボライツ」
- キュウソネコカミ「わかってんだよ」[8]
- CRYSTAL LAKE「Twisted Fate」
- Crossfaith「OMEN」「Monolith」「Stars Faded In Slow Motion」「Eclipse」「We Are The Future」「MADNESS」[9]「Rx Overdrive」「Devil's Party」[10]「Catastrophe」「Destroy (feat. Ho99o9)」
- KEITA「Tokyo Night Fighter feat. 岡崎体育」[11]
- Cö shu Nie「Lamp」[12]「bullet」
- coldrain「To Be Alive」「No Escape」「Six Feet Under」[13]
- SILENT POETS「Almost nothing feat. Okay Kaya」[14]
- Suchmos「MINT」「A.G.I.T.」[15]
- Survive Said The Prophet「If You Really Want To」「Tierra」「NE:ONE」「Right and Left」「MUKANJYO」[16]「Inside / Your Head」
- SawanoHiroyuki[nZk]「scaPEGoat」[17]
- SHE IS SUMMER「会いに行かなくちゃ」[18]
- SiM「KiLLiNG ME」「Amy」
- SIRUP「HOPELESS ROMANTIC」[19]「Overnight」[20]「Thinkin about us」
- DATS「Queen」[21]「Heart」[22]
- TK from 凛として時雨「katharsis」[23]「蝶の飛ぶ水槽」[24]
- DISH//「Sauna Song」
- AA=「WILL」
- 22/7「風は吹いてるか？」制作[25]
- NEW BREED「Immune to anything but you...」「Back to Back with separate timelines」
- NOISEMAKER「THE NEW ERA」[26]「REASON」「Oblivion」「Her Diamond」[27]「SADVENTURES」[28]
- 乃木坂46「滑走路」[29]「～Do my best～じゃ意味はない」[30]「I see…」[31]「Route 246」[32]「全部 夢のまま」[33]
- HER NAME IN BLOOD「WE REFUSE」「Decadence」
- PassCode「Anything New」[34]
- VALIS「残響ヴァンデラー」
- BULLET FOR MY VALENTINE「NOT DEAD YET」
- BEFORE MY LIFE FAILS「Direct Solaris」
- BBHF「黒い翼の間を」[35]
- FACT「pink rolex」
- PROJECT H†DER「DONE」[36]
- HEY-SMITH「Over」
- MY FIRST STORY「Second Limit」[37]「The Story Is My Life」「最終回STORY」
- MAN WITH A MISSION「database feat.TAKUMA（10-FEET）」[38]
- マキシマムザホルモン「欝くしき人々のうた」[39]
- Mop of Head「Breaking Out Basis」
- yama「真っ白」「麻痺」「名前のない日々へ」「一寸の赤」「Sleepless Night」「ランニングアウト」「世界は美しいはずなんだ」
- Yogee New Waves「Bluemin' Days」[40]
- 米津玄師「春雷」
- 凛として時雨「Chocolate Passion」[41]
- Rhythmic Toy World「Dear Mr.FOOL」
- LiSA「ADAMAS」[42]
- りぶ「りぶが歌う明治チョコレートのテーマ」[43]
- ONE OK ROCK「The Beginning」[44]

### アートワーク
- りぶ「singing Rib」[45]（2015年2月4日）
- NOISEMAKER「NEO」ジャケット（2015年3月18日）[46]
- SiM「THANK GOD, THERE ARE HUNDREDS OF WAYS TO KiLL ENEMiES」（2020年）
- 大橋トリオ『Favorite Rendezvous』『何処かの街の君へ』（2020年）
- KEITA「inK」（2020年）

### その他
- BOMI「A_B」ティザー映像[47]（2016年12月7日）
- SIRUPコンセプトルーム「Hotel cure」[48]
- au「Hello, New World」キャンペーン東京ミッドタウン『warp cube』インスタレーション制作（2015年）
- 東京モード学園CM "宣戦布告 篇"[49]（2015年）
- FOX「20th ANNIVERSARY」3DCG（2018年）
- アニメ「ダーリン・イン・ザ・フランキス」オープニング2Dアニメーション[50]（2018年）
- NETFLIX「新世紀エヴァンゲリオン」2Dアニメーション・広告・広報・CM[51]（2019年）
- NIKE「CHOOSE PHENOMENAL」広告・CG・CM・ロゴ（2019年）
- PATLABOR EZY 特報（2019年）
- AVNIER x Salomon – “Speedcross 4”（2019年）
- NETFLIX「ストレンジャーシングスな年賀状」CG・広告（2019年）
- SPACE SHOWER TV「THE PLAYLIST」モーショングラフィックス（2019年）
- TikTok Spotlight Opening Movie（2019年）
- アニメ「Fate/Grand Order -絶対魔獣戦線バビロニア-」オープニングアニメーション（2019年）
- PlayStation™Music × 輝夜月[52]（2019年）
- アニメ「約束のネバーランド」オープニングアニメーション[53]（2019年）
- ポケモン公式Youtubeチャンネル「ポケモン Kids TV」用童謡アニメーション、『あめふり』[54]『こぎつね』『むしのこえ』『ゆうやけこやけ』『はるがきた』制作（2019年-2020年）
- Tokyo Sessions「Crossfaith × Mes」総合プロデュース（2020年）
- Vaundyアーティストロゴディレクション・プロデュース・デザイン（2020年）
- ONE PIECE World Top 100 TVCM/WEB MOVIE[55]（2021年）
- ONE PIECE – HERO SCULPTURE（2021年）
- Dos Monos自主企画イベント「Theater D Vol.3」映像演出（2021年9月13日）[56]

## 出演
- 渋谷WOMB「REPUBLIC vol.7 ～映像作家100人 2011 リリースパーティー～」（2011年5月14日）志村龍之介のみ[57]
- 渋谷WOMB「REPUBLIC Vol.9 ～映像作家100人 2012 リリースパーティー～」（2012年5月19日）「madegg×maxilla」名義[58]
- グリーンドーム前橋「GUN☆MASTAR FES. ～群馬から世界に向けて～」（2012年11月17日）VJとして出演[59]
- 幕張メッセ「FREEDOMMUNE 0＜ZERO＞ ONE THOUSAND 2013」（2013年7月13日）[60]
- 六本木ヒルズアリーナ「BOOST TOKYO NIGHT」（2015年2月28日）映像演出[61]

## 受賞
- ONE OK ROCK「The Beginning」SPACE SHOWER MUSIC AWARDS 2012 BEST YOUR CHOICE[62]&MTV Video Music Awards Japan最優秀ロックビデオ賞[63]
- coldrain「The Revelation」SPACE SHOWER MUSIC AWARDS 2014 ノミネート[64]
- MAN WITH A MISSION「database feat.TAKUMA」MTV VIDEO MUSIC AWARDS JAPAN 2014 ［BEST COLLABORATION VIDEO nominated］
- Crossfaith「Rx Overdrive」MTV Video Music Awards Japan2016 最優メタルビデオ賞ノミネート
- Suchmos「MINT」MTV Video Music Awards Japan2016 最優秀邦楽新人アーティストビデオ賞